# Missiemuseum Steyl
Het Missiemuseum Steyl is een museum met een volkenkundige en natuurhistorische collectie in het kloosterdorp Steyl in de Nederlandse gemeente Venlo.

## Geschiedenis
Het museum werd in 1931 op de huidige locatie ingericht door de missionarissen van Steyl (S.V.D.). Deze congregatie bestond al sinds 1875. Sinds die tijd stuurden missionarissen voorwerpen uit allerlei landen naar het klooster, onder andere uit Afrika, China en Indonesië.
Het museum werd ingericht en geleid door broeder Berchmans, die in 1934 overleed. Tot 2018 bleef het Missiehuis St. Michaël beheerder. In december van dat jaar werd het beheer van het museum overgedragen aan een stichting. De collectie is nog altijd van de S.V.D. Een deel van de medewerkers is vrijwilliger. Tegenover het museum ligt de botanische tuin Jochumhof.
In 2012 werd overeenstemming bereikt over de overheveling van de museumcollectie van het Afrikacentrum in Cadier en Keer naar de S.V.D. De uitgebreide collecties zijn bijeengebracht door de paters van de Sociëteit voor Afrikaanse Missiën.

## Huisvesting en collectiepresentatie

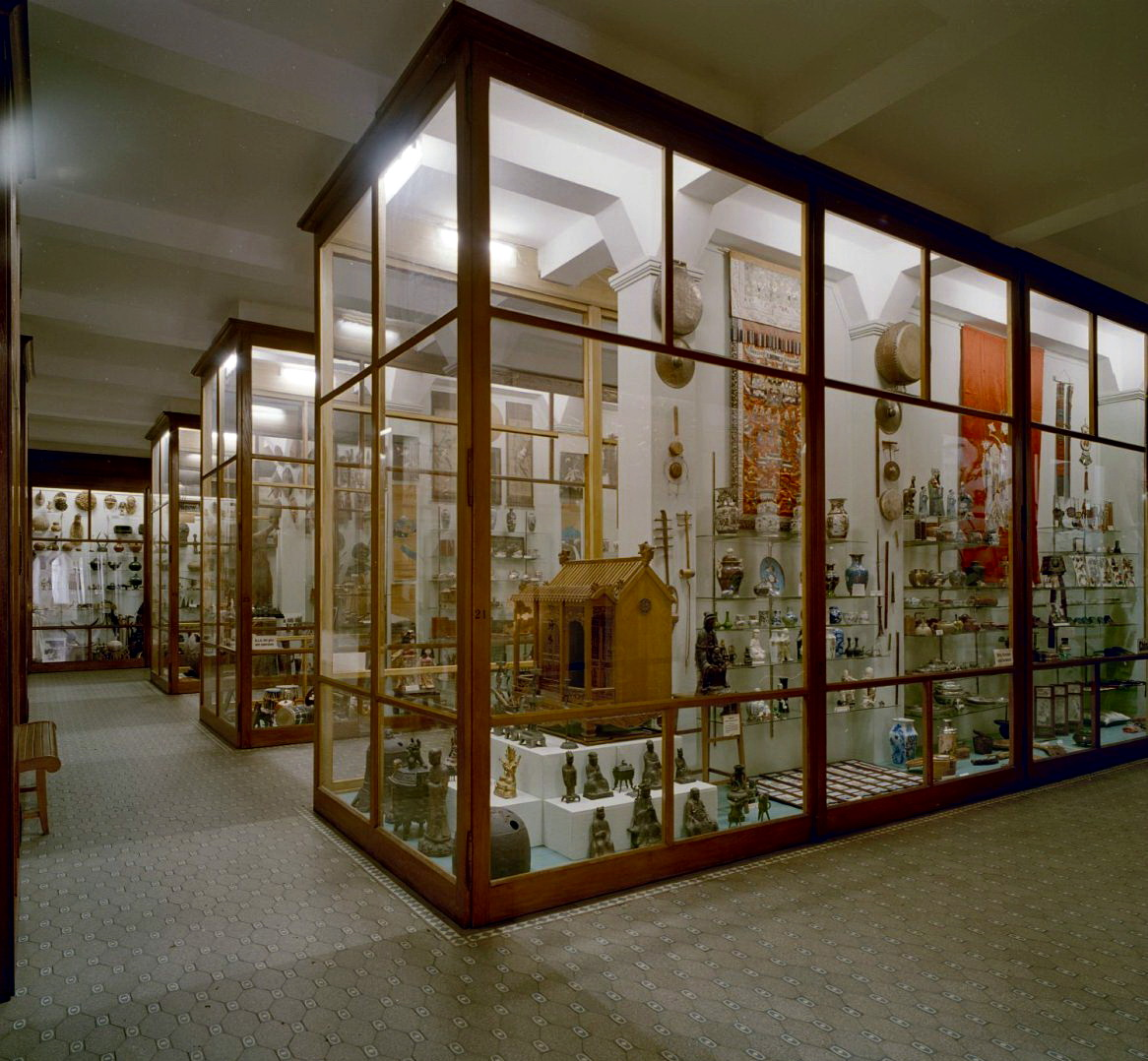
Originele zaalopstelling

Het museum is gehuisvest in een tweetal gebouwen die deel uitmaken van het gebouwencomplex van het Missiehuis Steyl. De bezoekersingang, kassa en tijdelijke expositieruimte bevinden zich op de begane grond van het oudste bouwdeel: een van oorsprong laat-18e-eeuws landhuis, dat diverse kloostercongregaties heeft gehuisvest. 
De vaste collectie staat opgesteld in een gebouw uit circa 1895, ontworpen door pater M. Scholl. Bij de verbouwing tot museum begin jaren dertig zijn de vensters aan de tuinzijde van de begane grond dichtgezet. De gang met zijn authentieke tegelvloer en kruisribgewelf heeft zijn laat-19e-eeuwse kloostersfeer behouden. De bewaard gebleven oorspronkelijke inrichting van het museum met vitrinekasten die tot aan het plafond reiken is uniek in het Nederlandse museumlandschap. Ook de collectie-opstelling, met onder meer systematisch geordende vlinders, kevers en andere insecten, gedramatiseerde opstellingen van zoogdieren en een  presentatie van voorwerpen uit zogenaamde missielanden, is bijzonder.

## Collecties

### Etnografie
De collectie etnografie, vanaf eind 19e eeuw bijeengebracht door de missionarissen van Steyl, is zeer eclectisch. Zo zijn er kunstvoorwerpen, gebruiksvoorwerpen en kledingstukken te zien uit China, Japan, Indonesië, de Filipijnen, Papoea-Nieuw-Guinea, Ghana, Togo, Frans-Equatoriaal-Afrika, Belgisch-Congo en Paraguay. De ordening van de vitrines is geïnspireerd door de theorieën van pater Wilhelm Schmidt, de oprichter van het wetenschappelijke S.V.D.-instituut Anthropos.

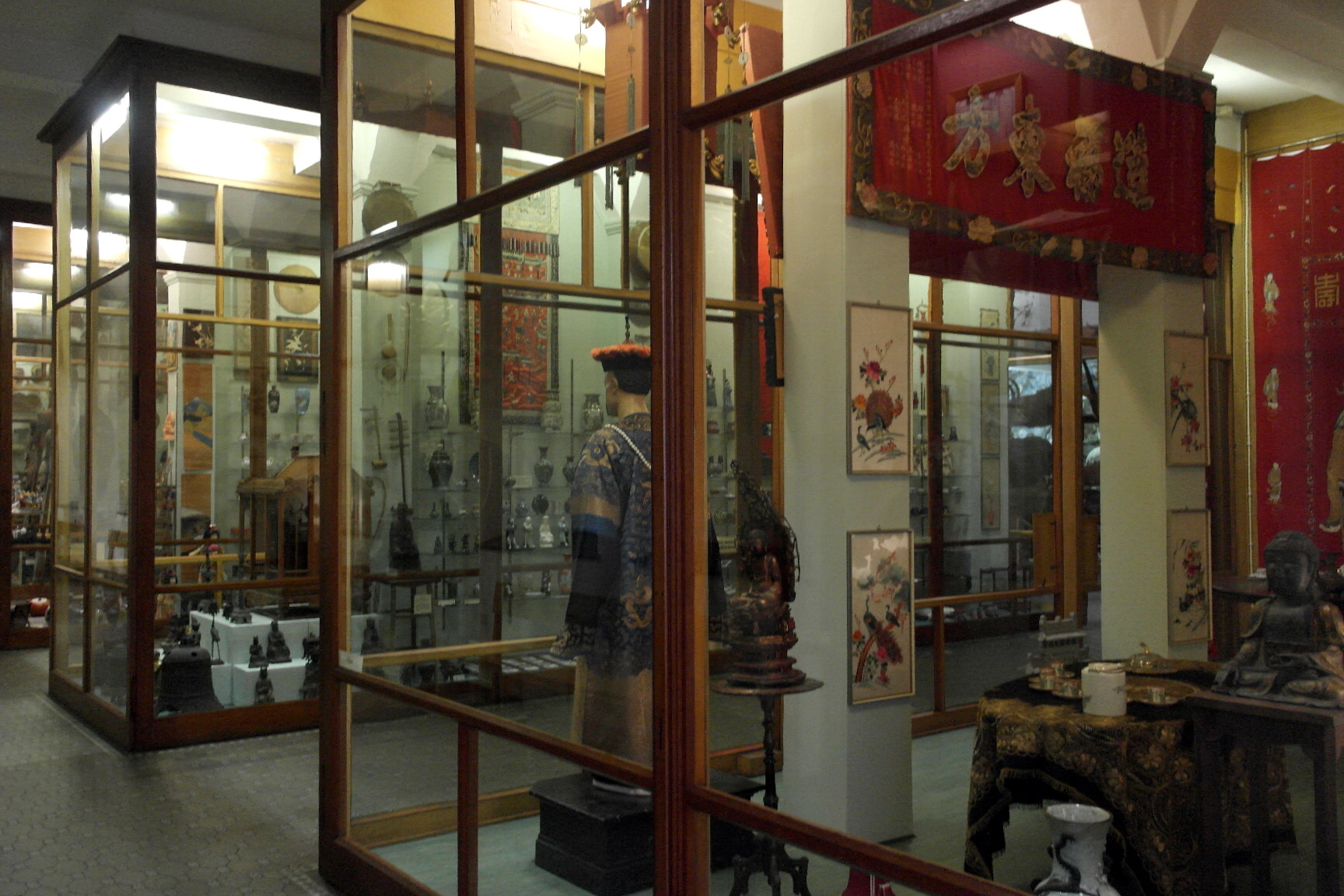
Zaaloverzicht
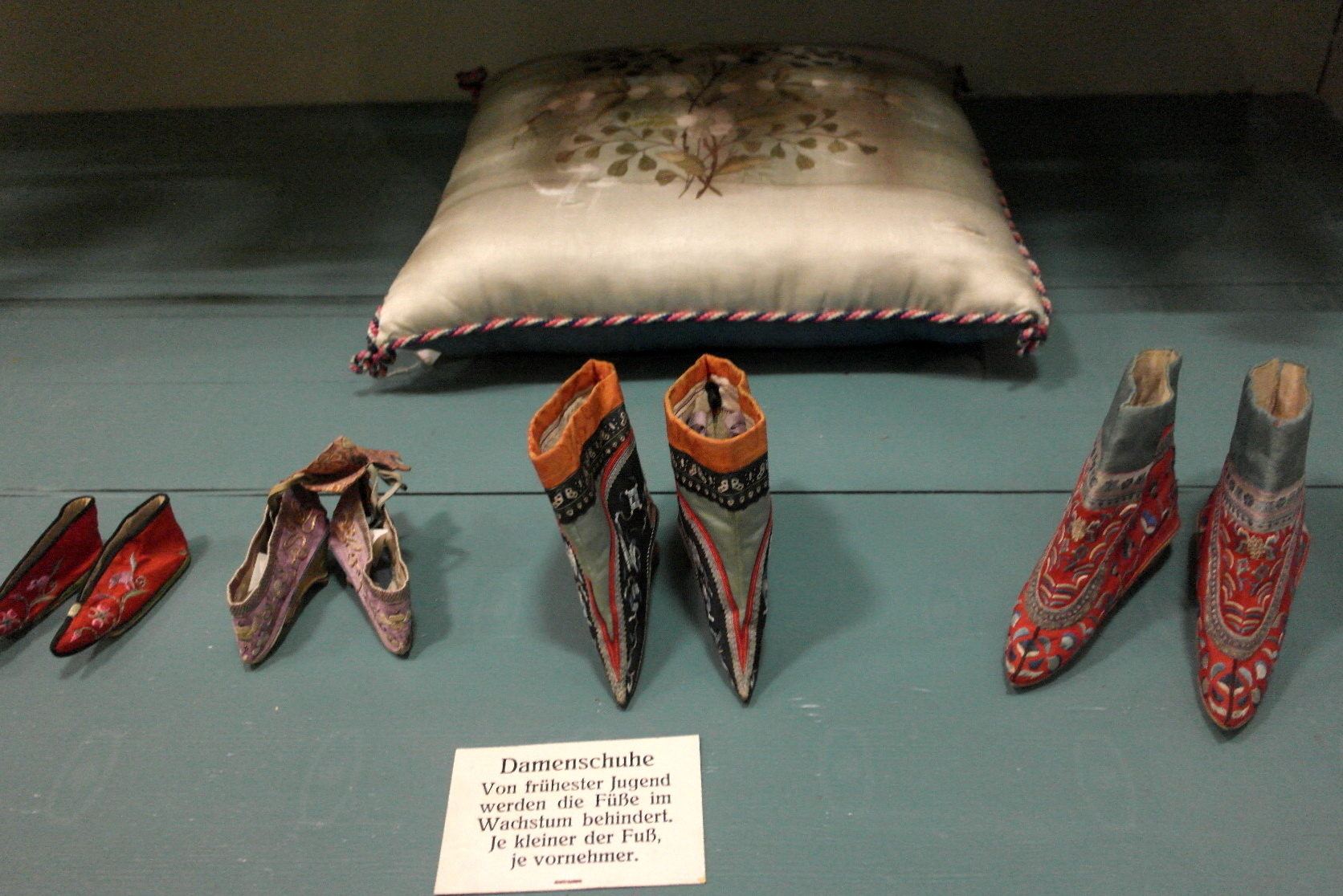
Chinese zijde
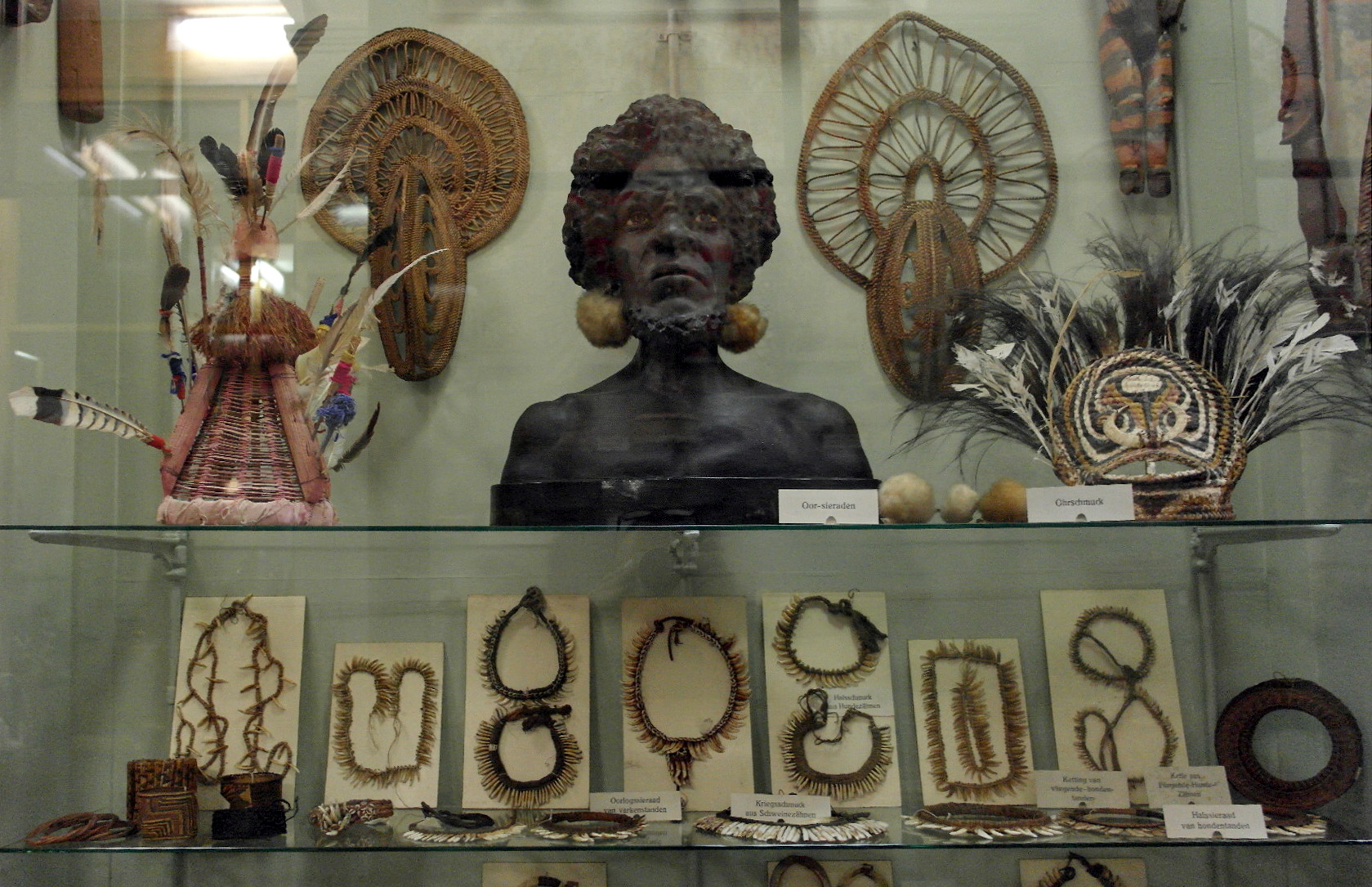
Papoea-Nieuw-Guinea
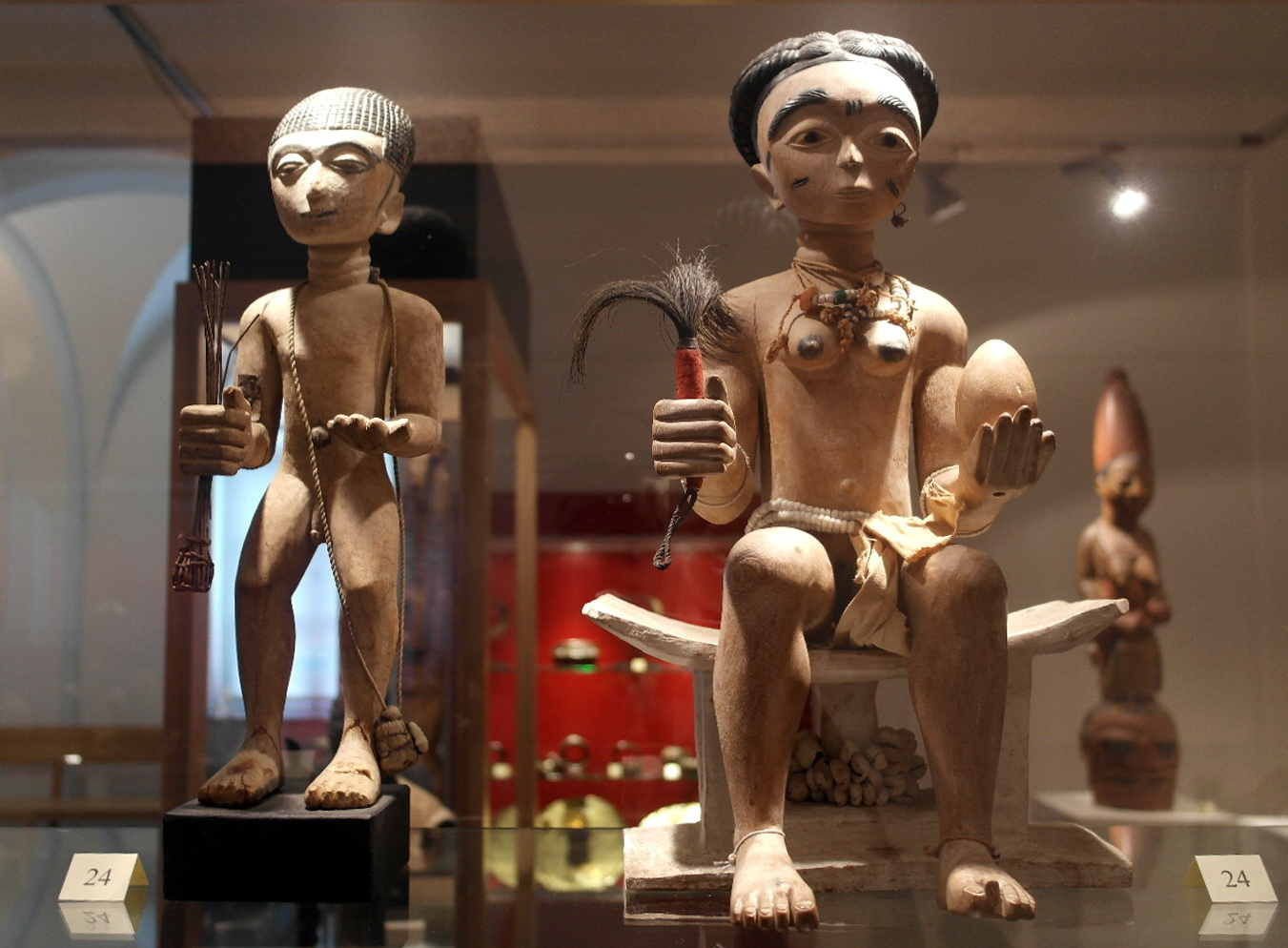
Deel Afrikacollectie

### Houtsnijwerk
De verzameling houtsnijwerk met christelijke thematiek van de lekenmissionaris Joseph Schmutzer neemt in de vaste opstelling een hele zaal in beslag. De collectie bestaat uit houten beelden, door de Indonesische moslim-kunstenaar Iko tussen 1924 en 1927 in Hindoe-Javaanse stijl gesneden. Iko vervaardigde in 1901 ook houtsnijwerk voor de Indische Zaal in Paleis Noordeinde. In dezelfde zaal staat een houten vitrinekast met een portretbuste van Arnold Janssen, de stichter van de missiecongregatie van Steyl, omringd door foto's van door hem gestichte kloosters.

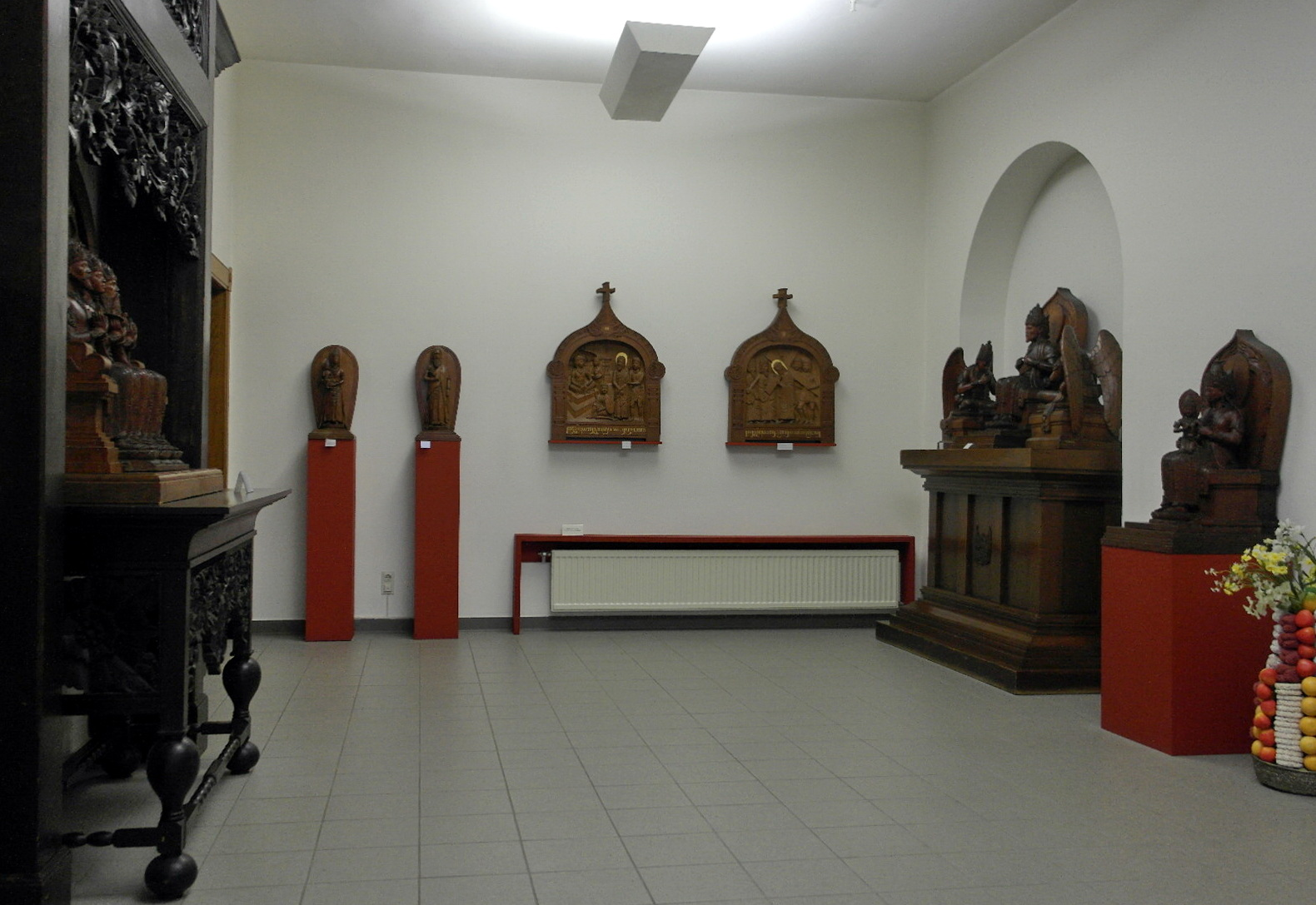
Zaaloverzicht Balinees houtsnijwerk
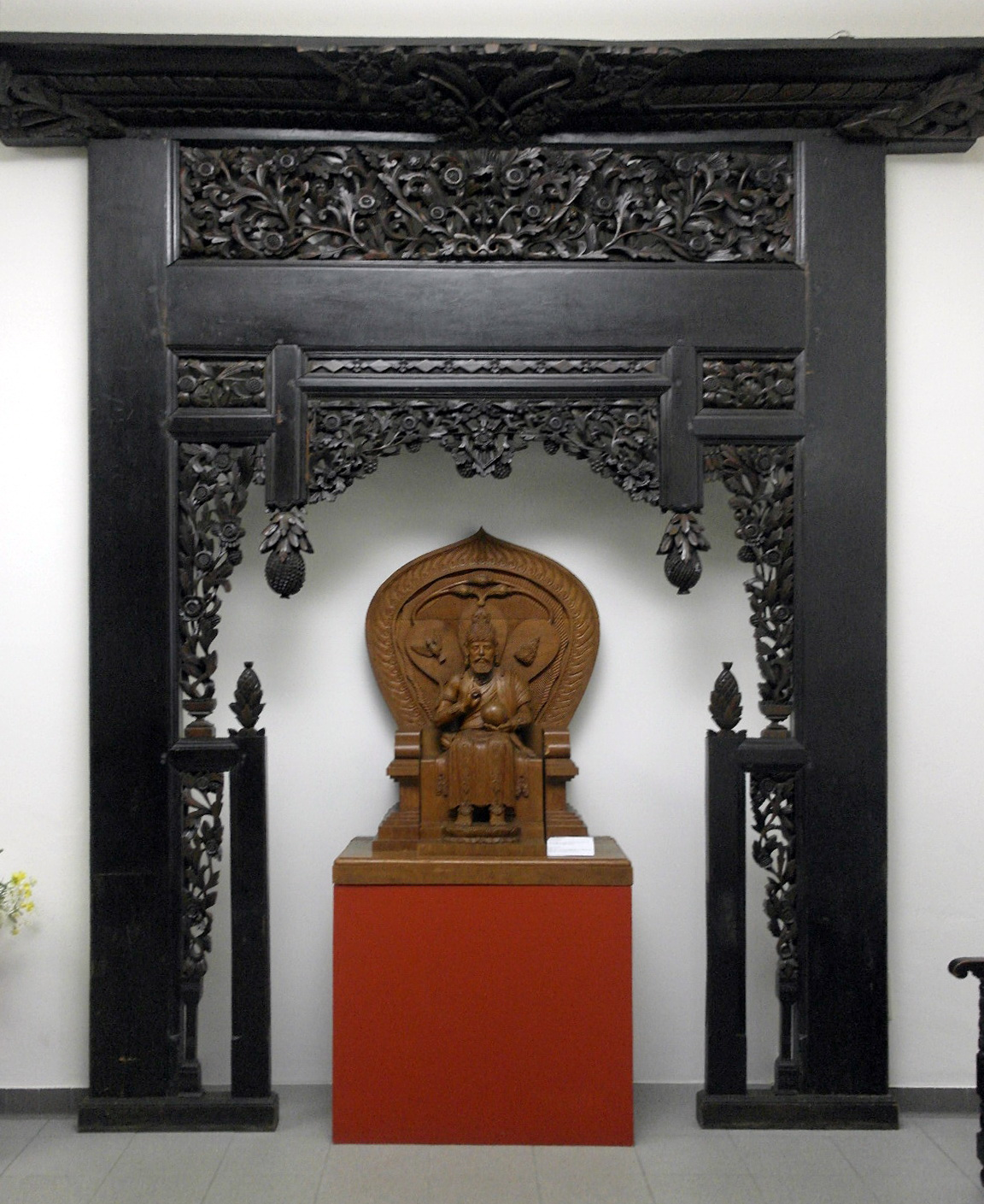
Balinees houtsnijwerk
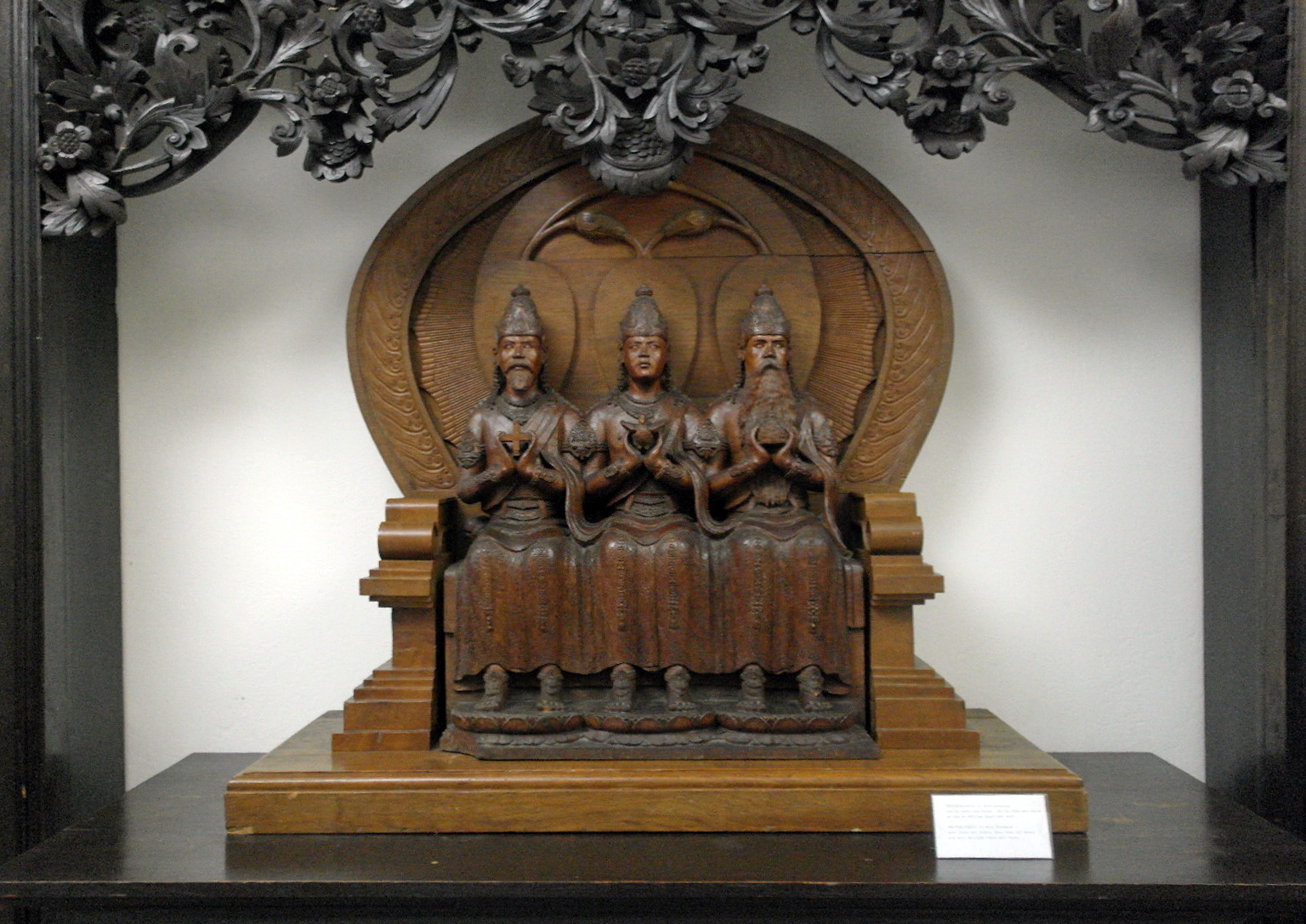
Heilige Drie-eenheid
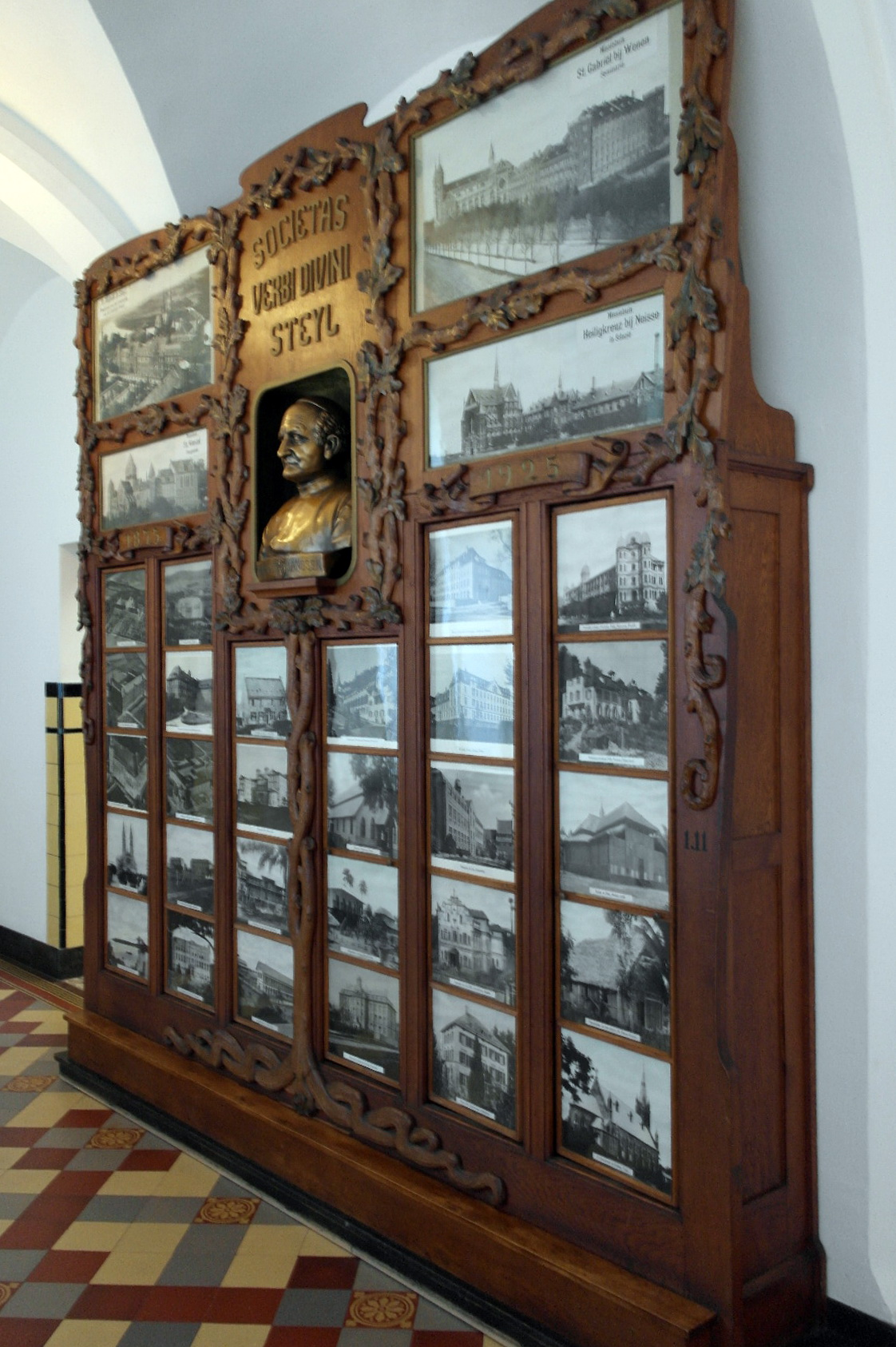
Kloosterstichtingen Arnold Janssen

### Taxidermie geleedpotigen
Het insectenkabinet bevat een systematisch opgezette verzameling tropische vlinders, kevers, kakkerlakken, duizendpoten, schorpioenen, spinnen en andere geleedpotigen, die oorspronkelijk verzameld zijn voor wetenschappelijke en educatieve doeleinden.

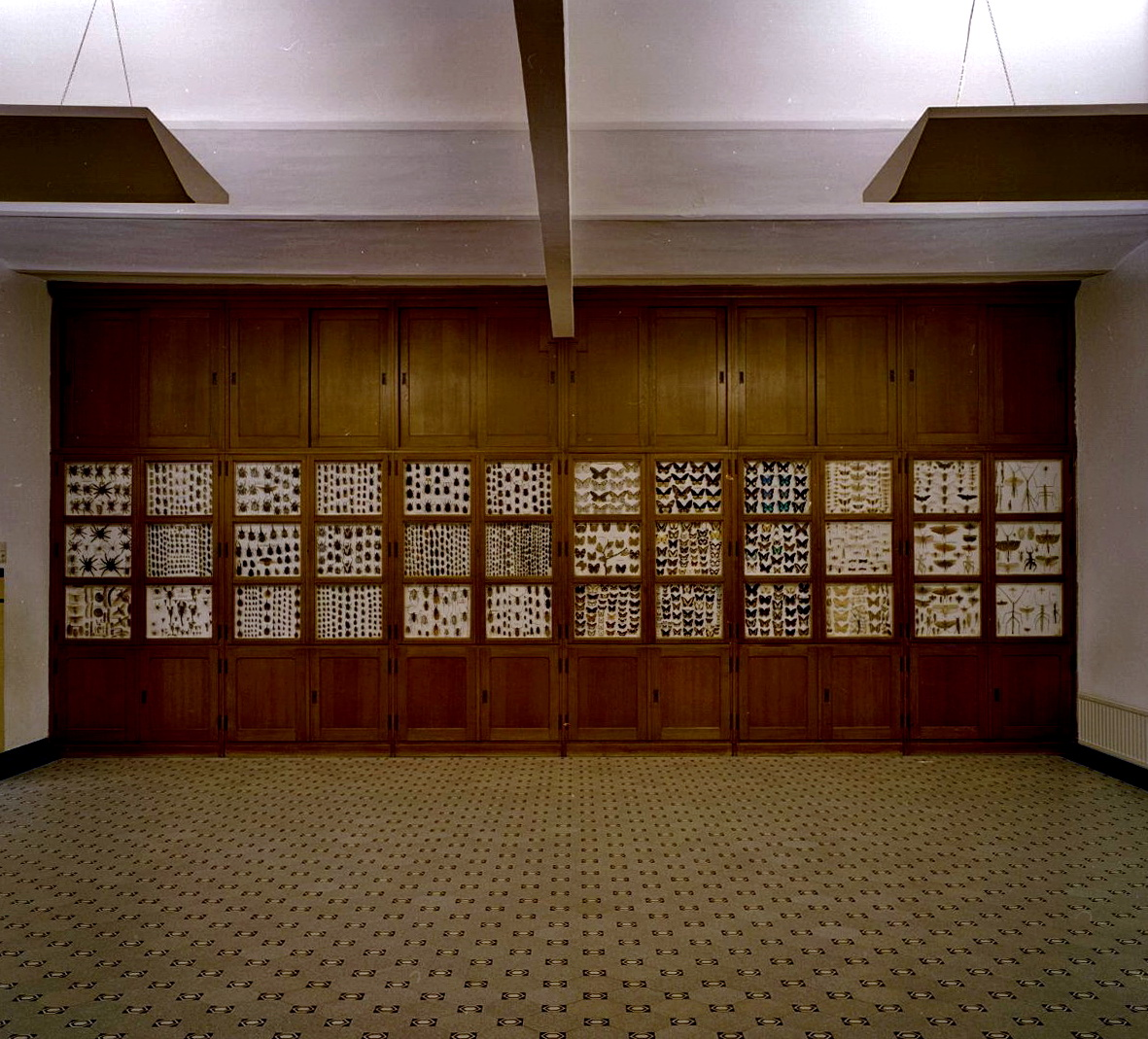
Zaaloverzicht
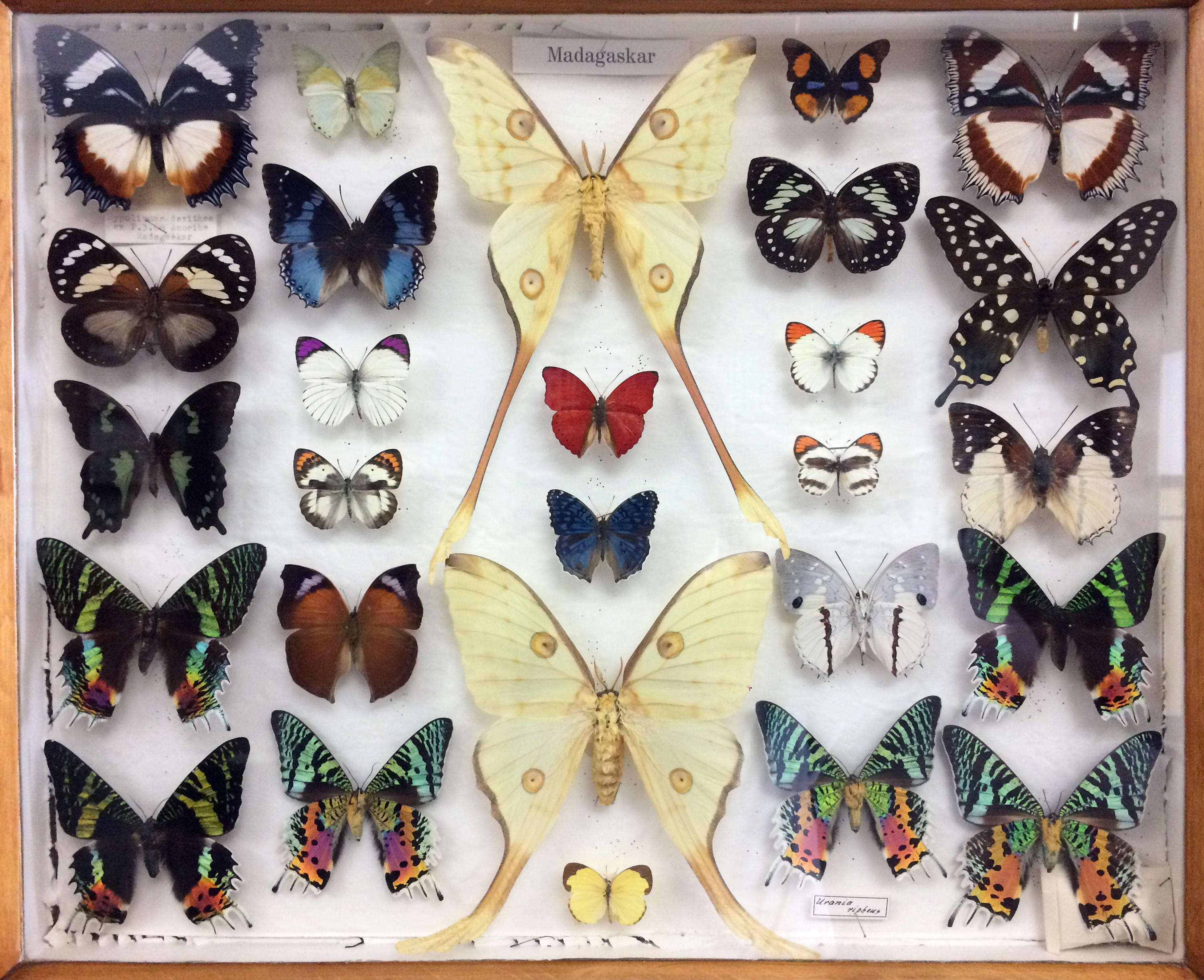
Vitrine met vlinders
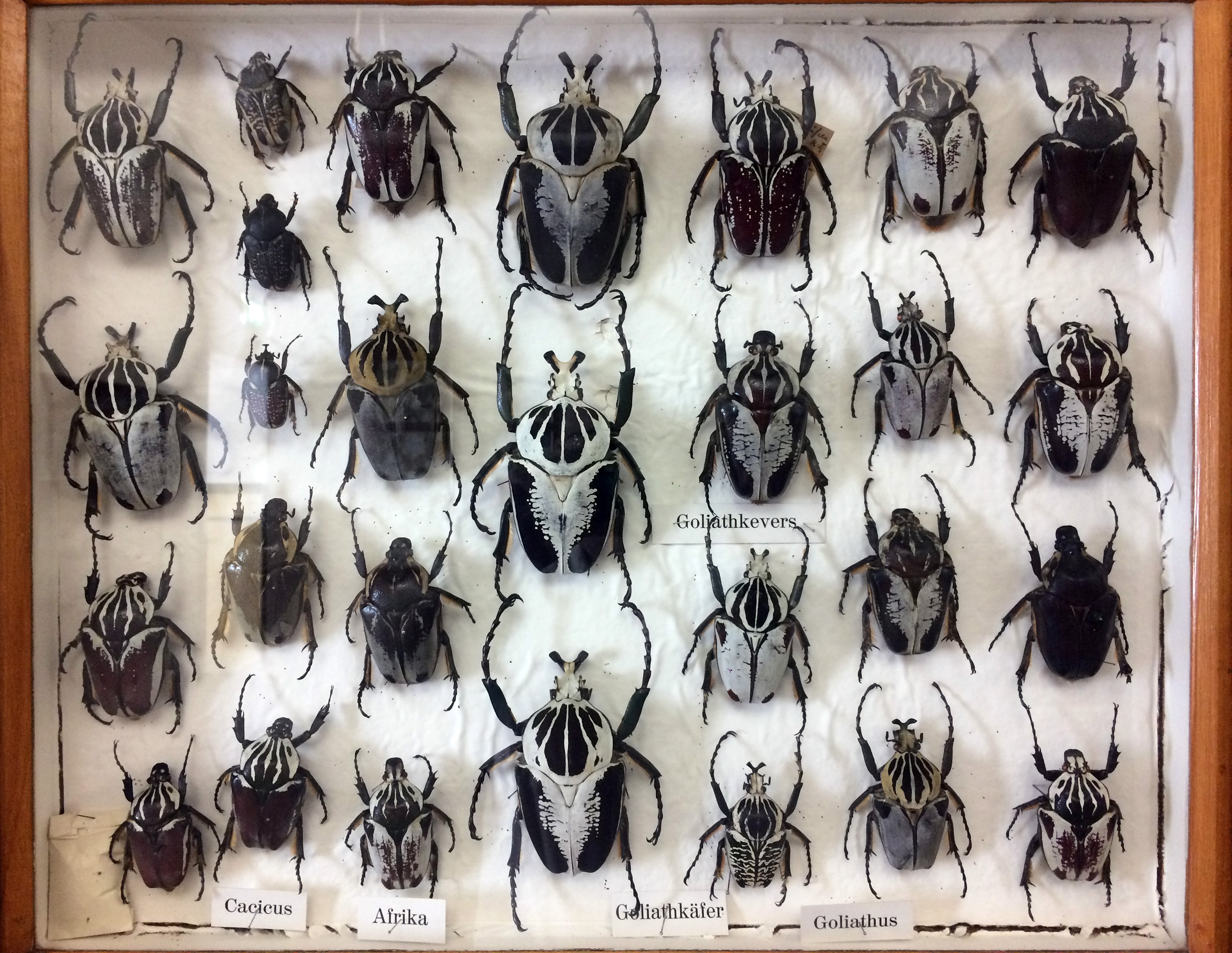
Vitrine met Goliathkevers
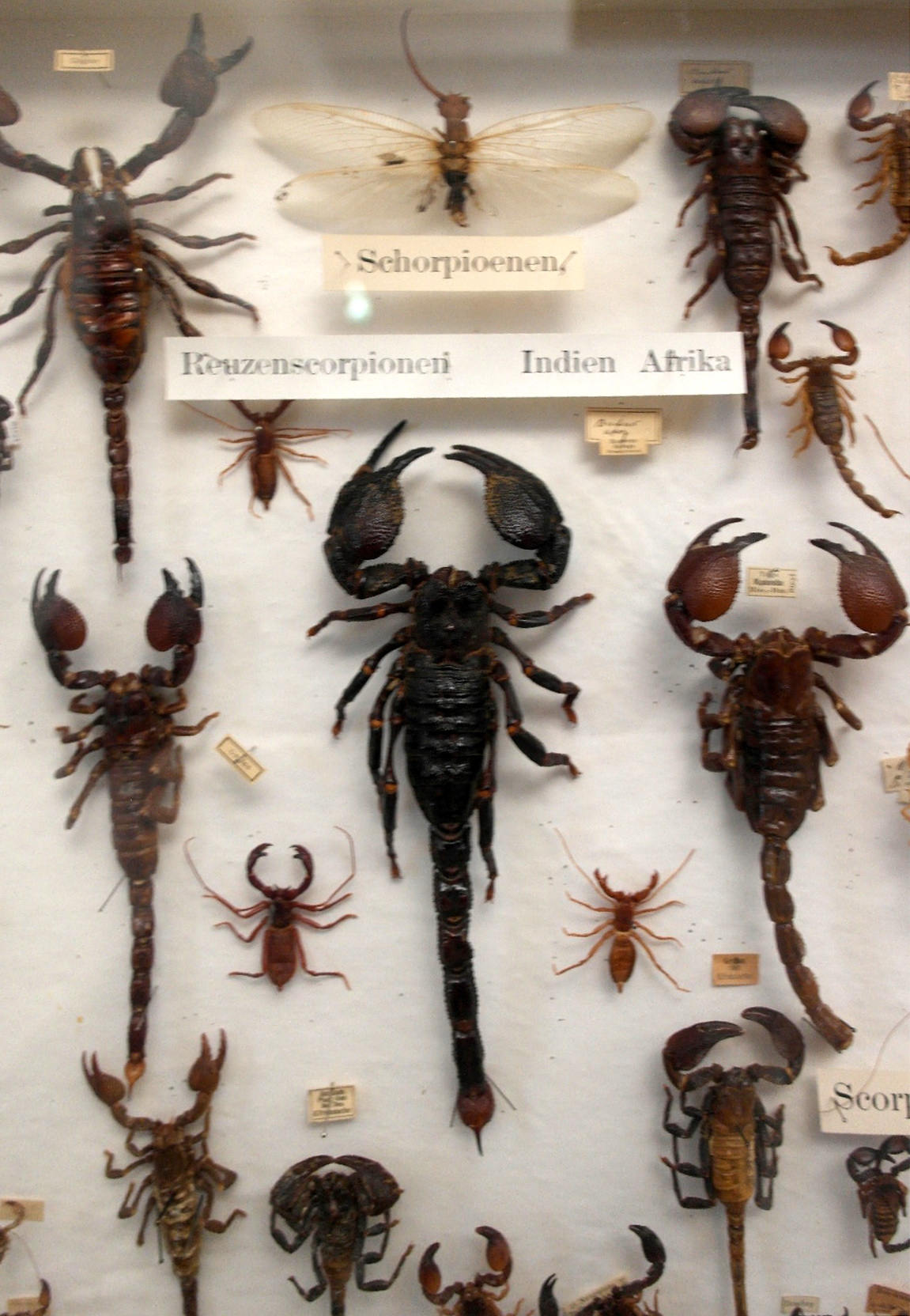
Schorpioenen

### Taxidermie gewervelden
De verzameling gewervelde dieren bestaat uit ongeveer 1500 opgezette zoogdieren, vogels, reptielen, amfibieën en vissen. Deze staan deels opgesteld in vitrines in de grote museumzaal, deels op een centraal podium in dezelfde zaal (o.a. giraffe, antilopen, runderen, leeuwen en zebra's). Een verzameling vogels, dierenkoppen en geweien hangt hoog aan de wanden en vitrinekasten. Een waar icoon van het museum is de bruine beer, die bij de ingang van de vaste collectieopstelling de bezoekers verwelkomt. De beer is afkomstig uit Rusland en werd in 1932 door pater Berchmans, de eerste conservator, aangeschaft. De beer is voorzien van een mechaniek, waardoor hij zijn kop en bek kan bewegen, een zogenaamde automaton.

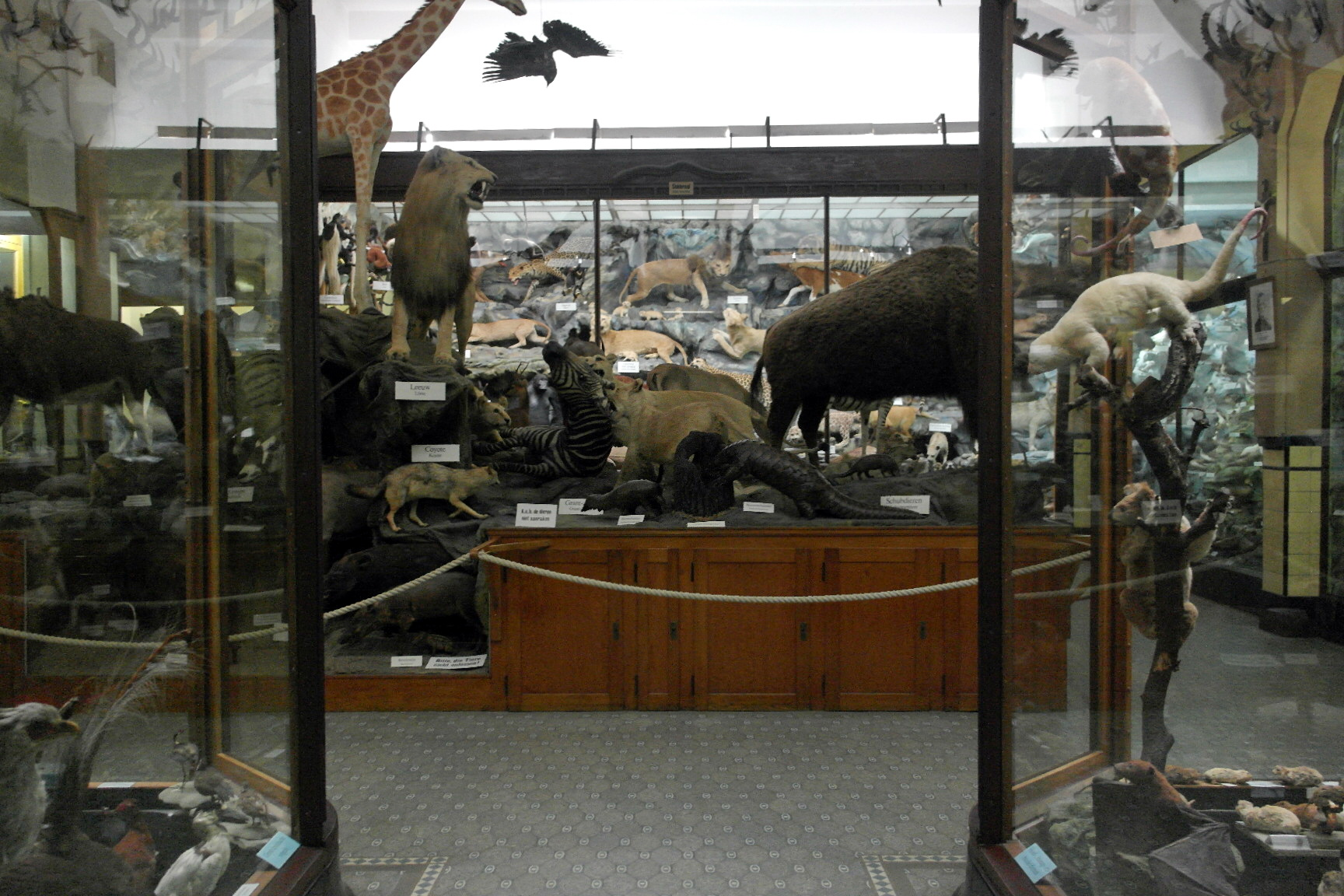
Zaaloverzicht
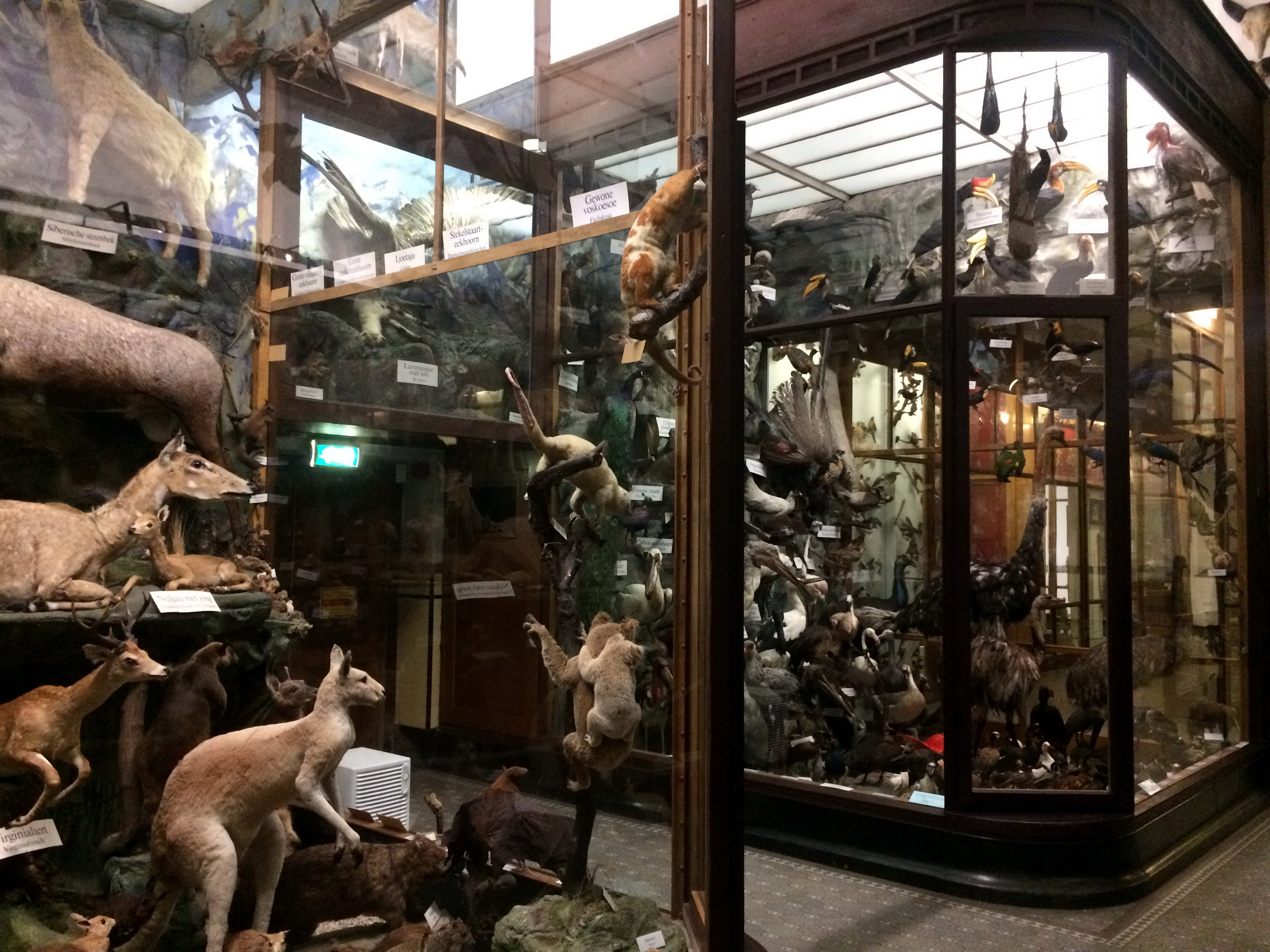
Exotische dieren
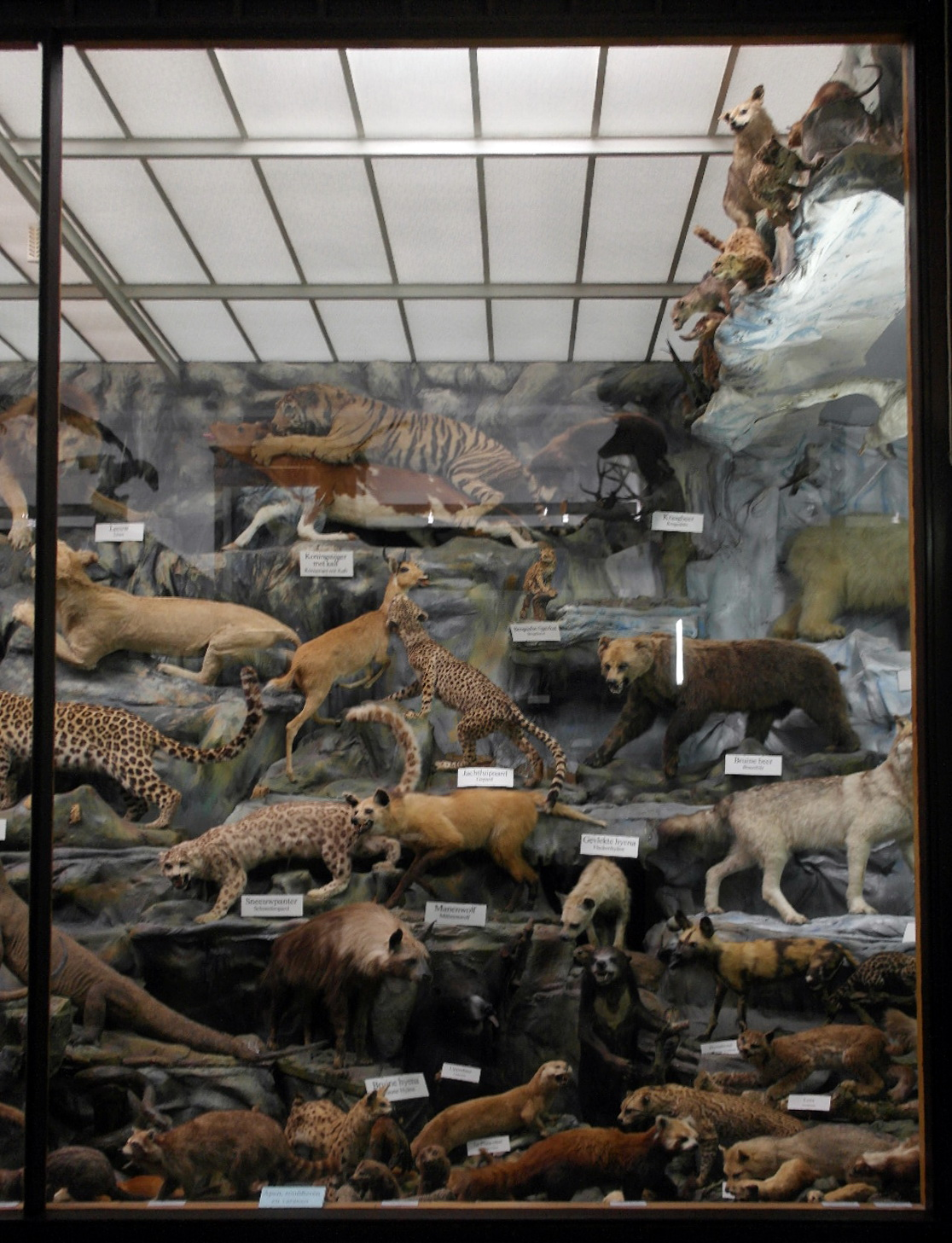
Gevarieerde opstelling
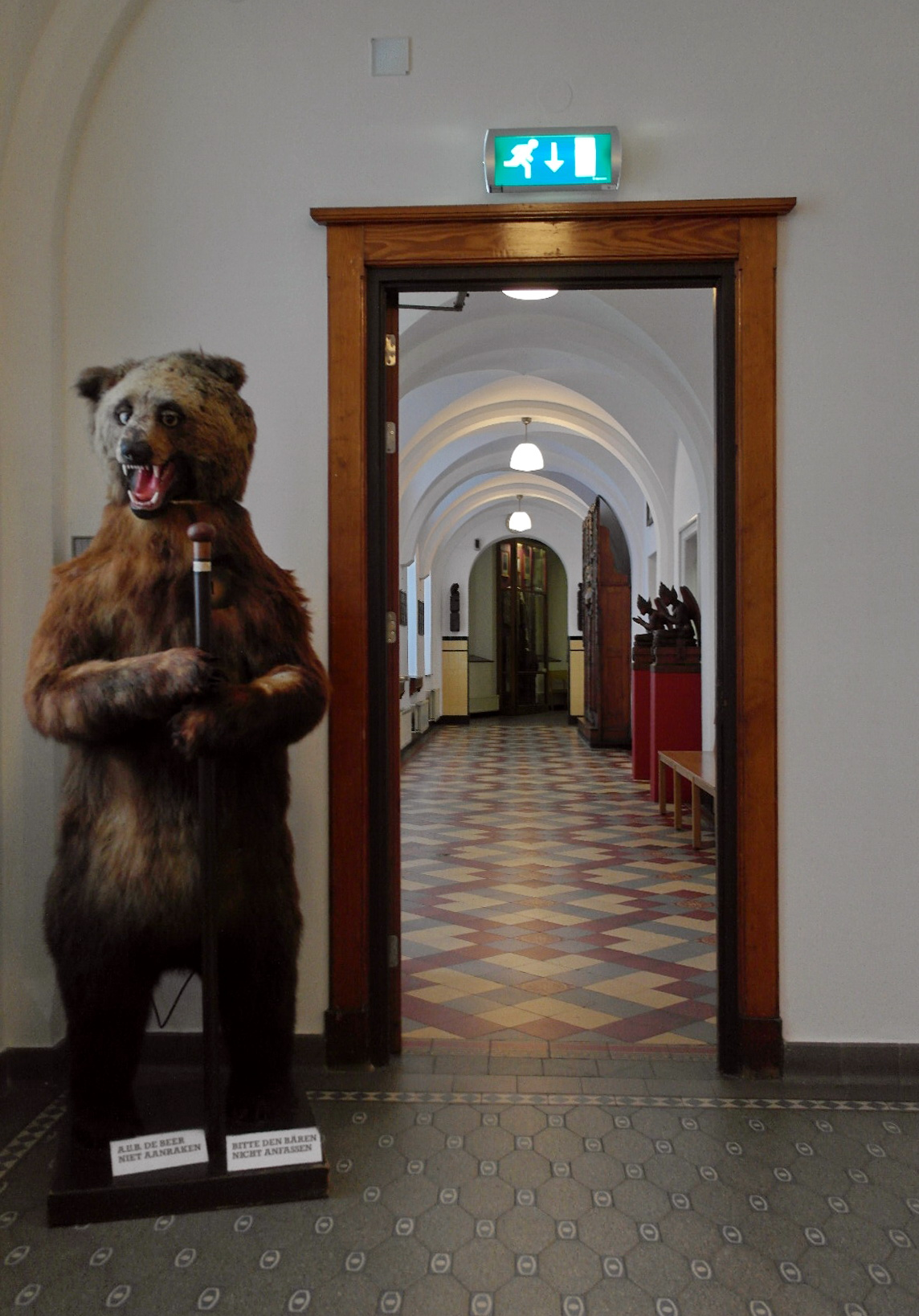
Automaton bruine beer